# Arkadi Iwanowitsch Maiboroda
Arkadi Iwanowitsch Maiboroda (russisch Аркадий Иванович Майборода; * 1798 im Landkreis Krementschuk, Gouvernement Poltawa; † 1845 in Buinaksk) war ein russischer Oberst, der als Hauptmann seinen Regimentskommandeur, den Dekabristen Pestel, denunzierte.

## Leben
1812 trat der adlige Arkadi Maiboroda als Kadett ins Heer ein und wurde 1817 Fähnrich. Seit 1819 im Moskauer Leibgarderegiment, wurde er ein Jahr darauf Leutnant. Im 35. Jägerregiment zu Pferde zum Stabskapitän befördert, trat er im Mai 1822 in das von Pestel befehligte Wjatkaer Infanterieregiment ein. Pestel übergab Maiboroda das Kommando über eine Eskadron-Grenadiere. 1823 wurde Maiboroda mit dem Orden der Heiligen Anna 3. Klasse dekoriert.
Im August 1824 wurde Maiboroda in den Südbund der Dekabristen aufgenommen. Seit der Zeit datiert seine Freundschaft mit Pestel. Am 25. November 1825 zeigte Arkadi Maiboroda seinen Vorgesetzten bei Generaladjutant Roth als Haupt des Südbundes an. Der General verwies ihn an den Chef des Großen Generalstabs, Hans Karl von Diebitsch-Sabalkanski. Bei Letzterem machte Hauptmann Maiboroda ausführliche Aussagen.
Während des Russisch-Persischen Krieges nahm Maiboroda am Sturm auf die Festung Abbas Abad und auf Jerewan teil und erhielt 1828 den Sonnen- und Löwenorden sowie den Orden der Heiligen Anna 2. Klasse. Zum Oberstleutnant aufgestiegen, wurde er unter Iwan Fjodorowitsch Paskewitsch im Spätsommer 1831 bei der endgültigen Niederschlagung des polnischen Novemberaufstandes eingesetzt. Für seine Teilnahme am Krieg gegen kaukasische Bergvölker in Nord-Dagestan erhielt er 1833 den Orden der Heiligen Anna 2. Klasse mit Kaiserkrone. 1836 bekam er den Orden des Heiligen Stanislaus 2. Klasse. 1841 Oberst geworden, befehligte er nacheinander verschiedene Regimenter – zum Beispiel 1842 bis 1844 das 81. Apscheronsker Infanterieregiment. Zwischen diesen Kommandos war er mehrmals länger erkrankt.
Arkadi Maiboroda beging im Januar oder Februar 1845 im dagestanischen Buinaksk Suizid.